# Radiohead
Radiohead je angleška alternativna rock skupina iz britanskega Abingdona.
Sestavljajo jo Thom Yorke (glavni pevec, ritem kitara, klavir), Jonny Greenwood (glavna kitara, druga glasbila), Ed O'Brien (kitara, vokal), Colin Greenwood (bas kitara, sintesizer) in Phil Selway (bobni).
Radiohead so izdali svoj prvi singel Creep leta 1992. Pesem je bila uspešnica, vendar je postala svetovni hit nekaj mesecev po izdaji njihovega prvega albuma, Pablo Honey (1993). Popularnost v Veliki Britaniji je naraščala z drugim albumom, The Bends (1995). Njihov tretji album, OK Computer (1997), jim je prinesel mednarodno prepoznavnost.

## Zgodovina

### Formacija in prva leta (1985–1991)
Člani zasedbe Radiohead so se spoznali v času šolanja v Abingdonu. Leta 1985 so ustanovili skupino z imenom On a Friday, ki se navezuje na dan v tednu, v katerem so se običajno odvijale vaje v šolski glasbeni učilnici. Skupina je imela svoj prvi nastop leta 1986 v oxfordskem pubu. Jonny Greenwood se je skupini sprva pridružil na orglicah in šele nato kot klaviaturist. Kmalu je postal vodilni kitarist skupine.

## Diskografija
- Pablo Honey (1993)
- The Bends (1995)
- OK Computer (1997)
- Kid A (2000)
- Amnesiac (2001)
- Hail to the Thief (2003)
- In Rainbows (2007)
- The King of Limbs (2011)
- A Moon Shaped Pool (2016)

## Člani banda
- Thom Yorke — vokal, kitara, klaviature
- Colin Greenwood — bas, tolkala
- Jonny Greenwood — kitara, klaviature, efekti, tolkala
- Ed O'Brien — kitara, efekti, vokal, tolkala
- Phil Selway — bobni, vokal